# Atletický stadion TJ Lokomotiva Olomouc
Atletický stadion TJ Lokomotiva Olomouc je atletický stadion v Olomouci, využívá se také pro hraní rugby. Byl otevřen dne 7. května 1979 a má kapacitu 3000 diváků. Je využíván týmy AK Olomouc a RC Olomouc.
Stavba stadionu začala v roce 1977, byl postaven díky společnému úsilí atletického oddílu a rugbyového TJ Lokomotiva Olomouc. Leží vedle bývalého stadionu Sokola, který byl uzavřen v roce 1976. V roce 1997 stadion poškodily povodně. V roce 1998 přibyla nová tartanová atletická dráha. Konalo se zde Mistrovství České republiky v atletice 2003.